# IPhone 5
iPhone 5 er en smartphone udviklet af Apple Inc. og den sjette generation af iPhone. Den blev præsenteret onsdag den 12. september 2012 kl. 19.00 dansk tid, da Apple afholdt en presse-event i Yerba Bueana bygningen i San Francisco, hvor også lanceringer af tidligere modeller har fundet sted. iPhone 5 sattes til salg den 21. september 2012 i bl.a. USA, Storbritannien og Tyskland og fredag den 28. september 2012 i bl.a. Danmark og en række andre europæiske lande.
Med en tykkelse på 7,6 mm Og med en vægt på 112 gram er den 28 gram lettere end forgængeren. Designet er ikke ændret væsentligt, men bagsiden er af aluminium i stedet for glas, hvilket skulle gøre iPhone 5 mere solid end forgængerne. Skærmen på 4 tommer er ½ tomme større end forgængerne og er den første skærm på en iPhone med 16:9 bredformat.
iPhone 5 modtoges overvejende positivt navnlig på grund af forbedringerne i hardwaren og den forbedrede skærm. Mange har dog kritiseret den nye navigations-app fra Apple, der indeholder mange alvorlige fejl. Endvidere er manglende software skyld i, at danske købere først til november kan bruge 4G-nettet. Herudover kritiseredes Apple for ikke at overholde en EU-aftale om harmoniserede ladestik til mobiltelefoner.

## Baggrund
Spekulationerne om iPhone 5 og dens specifikationer opstod kort tid efter, at iPhone 4S præsenteredes, men først i løbet af juni 2012 intensiveredes rygterne. Den 4. september 2012 inviteredes pressen til en event, der fandt sted den 12. september 2012. På invitationerne kunne ses en skygge af tallet 5. På eventen præsenterede Apple iPhone 5 og en række andre nye produkter – den 7. generation af iPod Nano og den 5. generation af iPod Touch.
Det første døgn efter præsentationen af iPhone 5 modtog man flere end to millioner bestillinger på telefonen. Analytikere vurderede, at 10 millioner telefoner ville blive solgt i åbningssalget og 50 millioner inden udgangen af 2012.

## Funktioner

### Skærm
iPhone 5 har en 4 tommer Retina-skærm med en opløsning på 640×1136 pixel, hvilket giver plads til en ekstra række ikoner. I forhold til tidligere modeller er skærmen ½ tomme større, farvemætningen er større, og det er den første skærm på en iPhone med 16:9 bredformat for bedre at understøtte afspilning af film, video og spil. Telefonens reducerede tykkelse skyldes primært, at sensorerne på den berøringsfølsomme skærm nu ligger bag skærmen snarere end som et lag ovenpå.

### Kamera
Kameraet er et nyt iSight-kamera på 8 megapixel, 1080p video og f/2,4 blænde, som grundlæggende er identisk med kameraet på iPhone 4S. Kameraet er dog 25 % mindre og 40% hurtigere som følge af den nye A6-processor.
Styresystemet iOS 6 minimerer rystelser og giver kameraet en panorama-funktion, som gør det muligt at tage 240 graders billeder. Kameraet gør det endvidere muligt at tage stillbilleder samtidig med at der optages video.

### Processor
iPhone 5 er udstyret med en A6-processor med 1 GB ram, der er næsten dobbelt så hurtig som processoren i iPhone 4S.

### Lightning stik
30-bensstikket, som benyttes på de tidligere modeller, er udskiftet med et nyt og mindre stik kaldet Lightning, som er et 8-bensstik, som kan vende begge veje. Som ekstra tilbehør kan købes adaptere til tilbehør med 30-bensstikket. Ifølge Dansk Standard lever Apple således ikke op til intentionen med den EU-aftale om et fælles ladestik til mobiltelefoner, som Apple accepterede i 2009. Ifølge Apple er mikro-USB-stikket fravalgt, fordi man for let risikerer at ødelægge noget, hvis man sætter et mikro-USB-stik forkert i.

### LTE
LTE-teknologien (også kaldet 4G) giver netværksforbindelser på op imod 100 Mbps. iPhone 5 leveres i tre udgaver, som understøtter forskellige LTE-frekvenser – to modeller til det amerikanske marked og en til resten af verden. Frekvensen på 1800 MHz i Danmark understøtter LTE-teknologien, men på grund af manglende software kan danske købere først bruge 4G-nettet til november 2012.

### iOS 6
iPhone 5 leveres med styresystemmet iOS 6, som er opdateret på en række forhold i forhold til iOS 5 – blandt andet Apple´s eget 3D kortvisning, Passbook og en opdateret telefon-app. Apple kritiseredes imidlertid for, at den nye kortvisnings-app lanceredes med en række alvorlige fejl. iOS 6 er tilpasset, så modeller med 3,5 tommer skærmen også kan bruge det nye styresystem. Den endelige version af iOS 6 kunne hentes fra den 19. september 2012.